# ケビン・ローランド
ケビン・ローランド（Kevin Rolland、1989年8月10日 - ）は、フランス・サヴォワ県ブール＝サン＝モーリス出身のフリースキーヤー。種目はハーフパイプ。2014年にソチで開催されたソチオリンピックではハーフパイプで銅メダルを獲得。Winter X Gamesでは2つのゴールドメダル、2つのシルバーメダル、2つのブロンズメダルを獲得。フランスのハーフパイプナショナルチーム所属。
「ケヴィン・ローラン」「ケビン・ローラン」「ケヴィン・ローランド」とも表記。

## 生い立ち
アルプス山脈に接しているサヴォワ県のブール＝サン＝モーリス出身。2009年に日本の猪苗代で開催されたフリースタイルスキー世界選手権でカナダのジャスティン・ドーレーに勝ち優勝後、Winter X Gamesでは合計6つのメダルを獲得している。難しいトリックでもランディングし、スピードを落とさずに次のエアにつなげる高度なスキー技術を持っている。2015年のWinter X Gamesでは初優勝したカナダのサイモン・ダルトワに次ぐシルバーメダル。

## 成績
2014年にソチで開催されたソチオリンピックのハーフパイプではアメリカ合衆国のデービッド・ワイズ、カナダのマイク・リドルに次ぐ銅メダルを獲得。
- X Games Aspen 2015  SKI SuperPipe  2位
- X Games Aspen 2014  SKI SuperPipe  2位
- Winter X Games Tignes 2013  SKI SuperPipe  3位
- Winter X Games Aspen 2013  SKI SuperPipe  4位
- Winter X Games Aspen 2012  SKI SuperPipe  4位
- Winter X 2011  SKI SuperPipe  1位
- Winter X 2010  SKI High Air  3位
- Winter X 2010  SKI SuperPipe  1位
- Winter X 2009  SKI SuperPipe  8位
- Winter X 2008  SKI SuperPipe  10位

## スポンサー・道具提供
- フォルクル
- Marker
- Dalbello